# Oliver Fisher Winchester
Oliver Fisher Winchester, ameriški politik,  orožaski podjetnik, * 30. november 1810, Boston, Massachusetts, ZDA, † 11. december 1880, New Haven, Connecticut, ZDA.
V zgodovino se je zapisal kot ustanovitelj podjetja Winchester Repeating Arms Company, ki ga je ustanovil s prevzemom podjetja New Haven Arms Company, leta 1866.

## Življenje
Oliver Winchester se je rodil staršema Samuelu Winchestru in Hannah Bates, odraščal pa je v Bostonu, v ameriški zvezni državi Massachusetts. Po osnovnem šolanju je postal vajenec pri tapetniku iz domačega kraja, kasneje, leta 1830, pa se je preselil v Baltimore, kjer je postal nadzornik v gradbeništvu. Že leta 1833 je zapustil ta poklic in odprl trgovino z gradbenim materialom.
Leta 1834 se je poročil z Jane Ellen Hope, s katero je imel tri otroke, okoli leta 1848 pa se je z družino preselil v New Haven, Connecticut, kjer je odprl eno prvih tovarn za izdelavo moških srajc v ZDA. Okoli leta 1856 je opazil priložnost v orožarski industriji in kupil delež v podjetju Volcanic Arms Company, ki je izdelovalo odlične repetirke izumitelja Henryja (po njem poimenovane henryjevke). Leta 1860 je podjetje prevzel in iz njega ustanovil podjetje New Haven Arms Company, to pa je leta 1866 preimenoval v Winchester Repeating Arms Company.
V njegovem podjetju so se pod vodstvom izumitelja Nelsona Kinga lotili prenove in izboljšave takrat že zelo uveljavljene puške Herny, ki je leta 1866 dobila novo ime Winchestrova repetirka oz. winchesterka, v letu 1872 pa so začeli izdelovati tudi enovite naboje zanjo. Kmalu so v tovarni izdelali pol milijona kosov streliva dnevno, kar je prineslo Winchestru ogromne zaslužke.
S svojimi puškami je opremljal francosko vojsko v vojni proti Nemčiji ter Turško vojsko v vojni proti Rusiji.
Kasneje se je Winchester, sicer zagrizen republikanec, podal v politiko in leta 1866 postal podguverner Connecticuta. Na tem položaju se je izkazal kot velik podpornik znanosti in je finančno veliko pomagal pri različnih projektih univerze Yale.
Po njegovi smrti je podjetje prevzel sin, William Wirt Winchester, vendar je že leto po prevzemu umrl za posledicami tuberkuloze.